# Fürstentum Eichsfeld

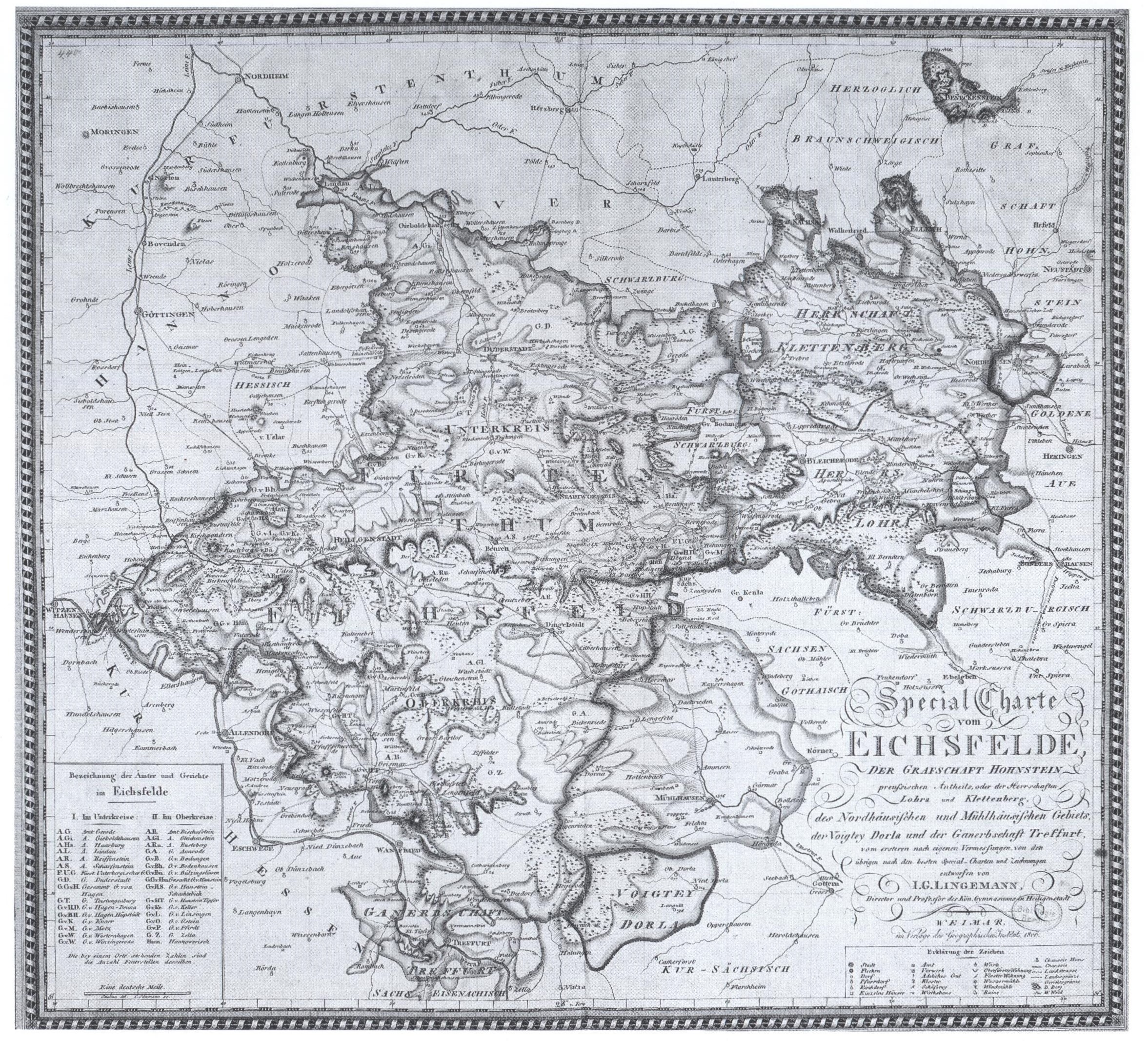
Fürstentum Eichsfeld und angrenzende Territorien, 1806 mit Ober- und Unterkreis, Kartenerstellung wohl schon zu Kurmainzer Zeit

Das Fürstentum Eichsfeld als Teil des Königreiches Preußen existierte von 1802 bis 1806 und nach 1813 und umfasste das historische Eichsfeld.

## Geschichte
Mit dem  Frieden von Campo Formio 1797 und dem Friedensschluss von Lunéville 1801 wurde die Besetzung und Abtretung der linksrheinischen Gebiete an Frankreich bestätigt, die davon betroffenen Herrscher sollten durch Säkularisation von geistlichen Territorien und Reichsstädten entschädigt werden. Die Rechtsgrundlage für die Inbesitznahme wurde auf dem Reichsdeputationshauptschluss im Jahr 1803 beschlossen. Dem Königreich Preußen wurde für den Verlust seiner linksrheinischen Gebiete unter anderem das Gebiet von Erfurt mit Untergleichen und allen Mainzischen Rechten und Besitzungen in Thüringen, das kurmainzische Eichsfeld (in Anlehnung an das Kurfürstentum Mainz auch oft schon als Fürstentum Eichsfeld bezeichnet), der Mainzische Anteil von Treffurt, sowie die Reichsstädte Mühlhausen und Nordhausen zugesprochen.
Aber bereits 1802 besetzten Preußische Kürassiere und Jäger unter Führung des Generalleutnants von Wartensleben das Eichsfeld. König Friedrich Wilhelm III. nahm das gesamte ehemalige Eichsfeld für Preußen in Besitz, es entstand das Mediatfürstentum Eichsfeld. In der kurfürstlichen Statthalterei, dem Heiligenstädter Schloss begannen die preußischen Behörden mit der Zivilverwaltung, zunächst mittels einer Organisations-Kommission
mit dem Titel Königlich Preußische zur Interim-Verwaltung und Organisation des Eichsfeldes und der Städte Mühlhausen und Nordhausen verordnete Kommission, geleitet wurde sie von Kammergerichtsrat von Ludendorff. Am 1. Juni 1803 wurde eine Regierung für das Eichsfeld, Erfurt und die Städte Mühlhausen und Erfurt gebildet mit dem Regierungsrat von Ernst Karl Wilhelm von Reibnitz als Präsident, Sitz der Regierung war zunächst Heiligenstadt, ab 1804 dann in Erfurt. 1806 wurde noch das Collegium medicum in Heiligenstadt eingerichtet.
Erst im November 1803 nahm die Eichsfeld-Erfurtischen Kriegs- und Domänenkammer ihre Arbeit auf, zuständig für das Fürstentum Eichsfeld, das Fürstentum Erfurt, die Herrschaft Blankenhain und Mühlhausen, Nordhausen, Sitz der Behörde war Heiligenstadt. Präsident der Kriegs- und Domänenkammer war 1803 zunächst der Regierungsrat Leibnitz und von 1804 bis 1807 Christian Konrad Wilhelm von Dohm und der  Direktor der Kammer von 1803 bis 1806 Samuel Gottfried Borsche.
1803 wurde das Eichsfeld in zwei Landkreise geteilt, den Oberkreis mit Sitz in Heiligenstadt und den Unterkreis mit Sitz in Duderstadt, welcher auch den Bereich Worbis einschloss. Landräte für den Oberkreis waren Anton Christoph Ludwig von Bodungen und für den Unterkreis Friedrich von Motz. Die kurmainzischen Ganerbschaftsanteile der südöstlich benachbarten Vogtei Dorla und Treffurt fielen 1802/03 ebenfalls an Preußen. Dieses gliederte die Vogtei Dorla dem 1803 aus dem ehemals kurmainzischen Eichsfeld entstandenen Mediat-Fürstentum Eichsfeld an, die Vogtei gehörte zu deren Oberkreis.
Nach dem Sieg Napoleons über Preußen im Oktober 1806 kam das Eichsfeld in den Besitz des Französischen Kaiserreiches und wurde zunächst als Fürstentum weitergeführt. Mit der Errichtung des Königreiches Westphalen kam der Oberkreis als Distrikt Heiligenstadt, der Unterkreis als Distrikt Duderstadt zum Harzdepartement. Lediglich der Ort Lindau wurde aus dem Unterkreis herausgelöst und dem Distrikt Osterode zugeordnet. Die ehemalige Vogtei Dorla bildete nun als Kanton Dorla mit drei weiteren Orten die Südostecke des Distrikts Heiligenstadt.
Nach der Niederlage Napoleons in der Völkerschlacht bei Leipzig 1813 kam das Eichsfeld wieder zum Königreich Preußen. Auf dem Wiener Kongress 1815 wurde die Herrschaftsordnung in Deutschland und Europa neu festgelegt und mit nachfolgenden Verträgen wurde das Eichsfeld geteilt. Die ehemaligen zum Untereichsfeld gehörenden Ämter Lindau, Gieboldehausen und Duderstadt kamen dabei an das Königreich Hannover. Nach der Annexion Hannovers durch Preußen (1866) entstand aus den Ämtern 1885 der Landkreis Duderstadt. Die bei Preußen verbleibenden Landesteile des Ober- und Untereichsfeldes wurden mit der preußischen Verwaltungsreform 1816 auf die neu gebildeten Landkreise Heiligenstadt, Worbis und Mühlhausen aufgeteilt. Dem Kreis Worbis wurden dabei einige ehemals schwarzburgische und hohnsteinische Orte zugeschlagen.
Wie lange die offizielle Bezeichnung „Fürstentum Eichsfeld“ gebräuchlich war, ist nicht bekannt. 1855 wurde noch über die Einrichtung einer Flachsbaumschule in Rustenfelde durch den „Landwirtschaftlichen Verein im Fürstentum Eichsfeld“ berichtet.

## Einteilung der Kreise
Mit Erlass der Königlich preußischen Administration des Eichsfeldes und der Städte Mühlhausen und Nordhausen vom 22. Juni 1803 und Bekanntmachung am 11. Juli 1803 wurden durch die preußischen Behörden zwei Kreise für das Eichsfeld gebildet:
- Untereichsfeldischer Kreis (mit dem Landrat von Motz auf Vollenborn und dem Kreisdeputierten von Knorr auf Sollstedt) bestehend aus:[7]
  - Städte: Duderstadt, Worbis
  - Königliche Ämter: Haarburg, Gieboldehausen, Lindau, Scharfenstein, Gerode, reifenstein
  - Klösterliche Gerichte: Teistungenburg, Beuren
  - Adliche Gerichte: Hagen-Deuna, Hagen-Vollenborn, Hagen-Hüpstedt, Unterbergisches gericht Gerterode, Gesamtgericht Niederorschel, Westernhagen, Knorr, Wintzingerode
- Obereichsfelder Kreis (mit dem Landrat von Bodungen auf Martinfeld und dem Kreisdeputierten von Steinmetzen zu Siemerode) bestehend aus:
  - Städte: Heiligenstadt
  - Königliche Ämter: Bischoffstein, Gleichenstein, Rusteberg
  - Klösterliche Gerichte: Anrode, Zella
  - Adliche gerichte: Bodenhausen, Bodungen, Bültzingslöwen, Hanstein-Schachtebich, Hanstein-Töpfer, Hansteinisches Gesamtgericht, Pfirdt, Linsingen, Weihers